# Quedius minor
Quedius minor (лат.) — вид коротконадкрылых жуков рода Quedius из подсемейства Staphylininae (Staphylinidae). Кавказ, Турция. Россия: Северный Кавказ.

## Описание
Мелкие жуки с укороченными надкрыльями и удлиненным телом, длина менее 1 см (от 6,0 до 7,5 мм). 
От близких видов (Quedius cinctus, Quedius fusus, Quedius japonicus, Quedius kamchaticus) отличается полностью буровато-чёрными надкрыльями. Парамеры эдеагуса (латерально) достигают или превосходят вершину медианной доли. Формула лапок 5-5-5. Голова округлая, более узкая, чем переднеспинка. Передняя часть тела (голова и пронотум) блестящая. 
Вид был впервые описан в 1849 году. Включён в состав подрода Distichalius Casey, 1915 по признаку редкой пунктировки надкрылий (расстояние между точками больше их диаметра).